# Perioada Yamato
Perioada Yamato (大和時代 Yamato-jidai?) este perioada din istoria Japoniei când Curtea Imperială Japoneză își avea reședința în provincia Yamato (actualemente prefectura Nara). În această perioadă a  avut loc introducerea budismului în Japonia (cca 552), adoptarea unei constituții⁠(en)[traduceți] de influență chineză (604), precum și reformarea⁠(en)[traduceți] instituțiilor de stat după modelul chinezesc (645).
Cu toate că convențional perioada Yamato cuprinde intervalul de timp între anii 250 și 710, incluzând perioada Kofun (cca. 250 - 538) și perioada Asuka (538-710), începutul efectiv al perioadei Yamato este controversat. Supremația Curții Yamato a fost contestată în perioada Kofun de alte facțiuni politice cu centre în diferite părți ale Japoniei. Ceea ce este sigur este că clanurile Yamato au avut avantaje majore peste clanurile vecine în secolul al 6-lea.
Această perioadă este împărțită în două sub-perioade, Kofun și Asuka, delimitate prin relocarea capitalei la Asuka (actualemente satul Asuka în prefectura Nara). Această divizare este considerată învechită, deoarece Kofun este o perioadă arheologică, iar Asuka este o perioadă istorică la propriu.

## Fondul și cultura societății Yamato
În epoca Prințului Shōtoku, la începutul secolului al 7-lea, o nouă constituție a fost elaborată pentru Japonia, bazată pe modelul celei chineze. După căderea regatului Baekje (660 AD), guvernul Yamato  a trimis soli direct tribunalului chinez, de la care, de altfel, au împrumutat masiv structurile culturale și filozofice. Pe lângă etică și guvernare, au adoptat, de asemenea, Calendarul Chinezesc și multe dintre practicile religioase, inclusiv Confucianismul și Taoismul (Japoneză: Onmyo. ).

## Surse documentare

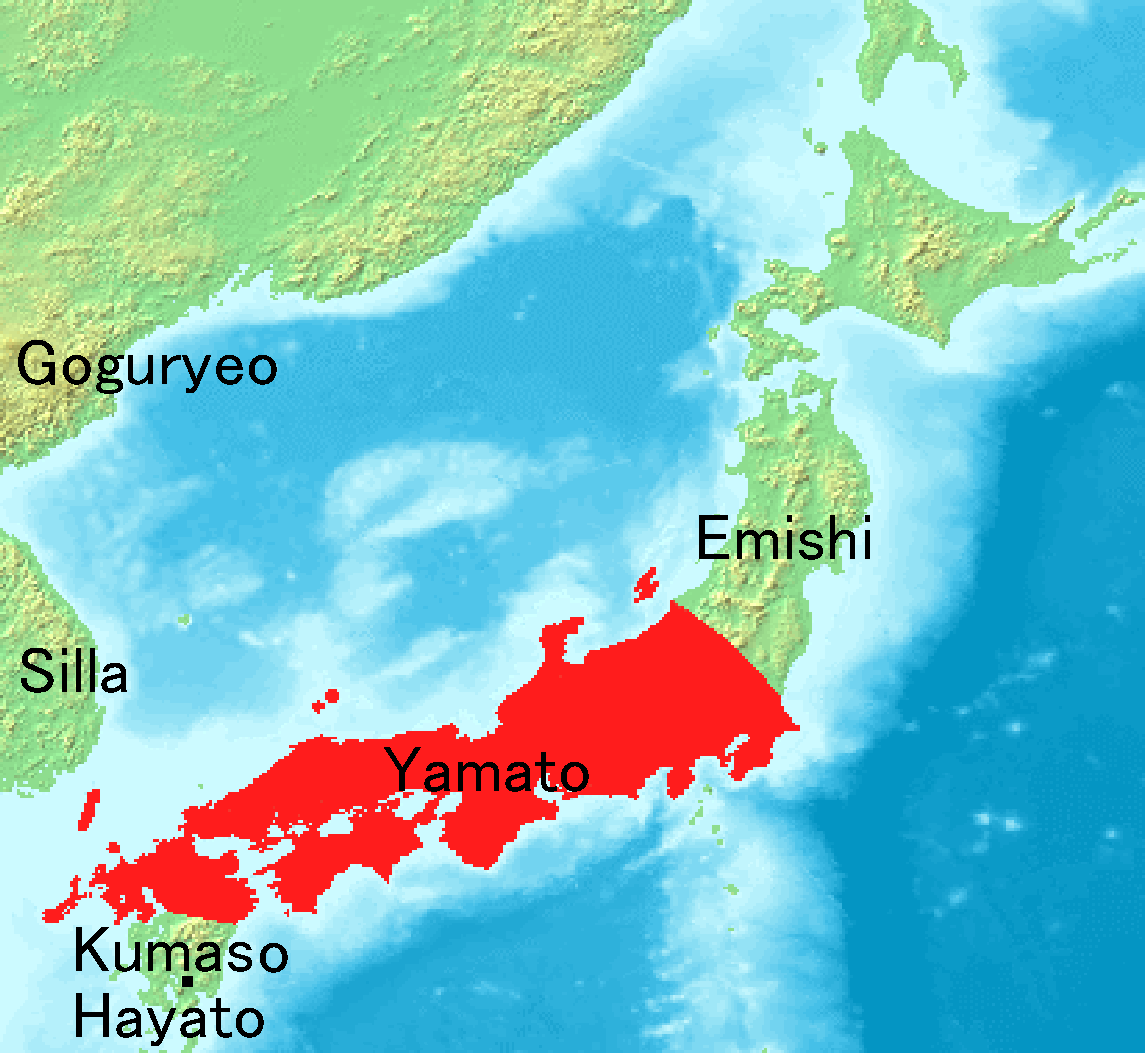
Yamato, în secolul al 7-lea

### Mormintele Kofun

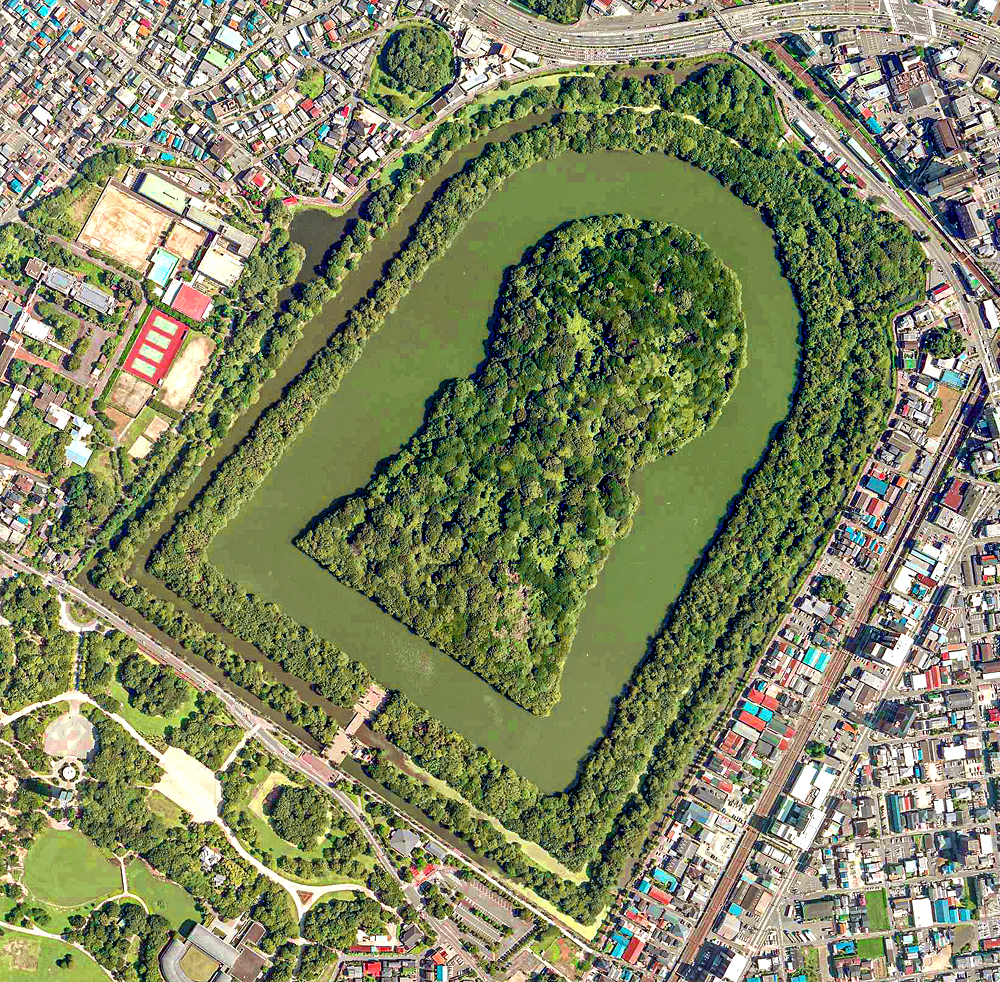
Daisen Kofun, mormântul Împăratului Nintoku, Osaka, secolul 5.

### Kofun societate

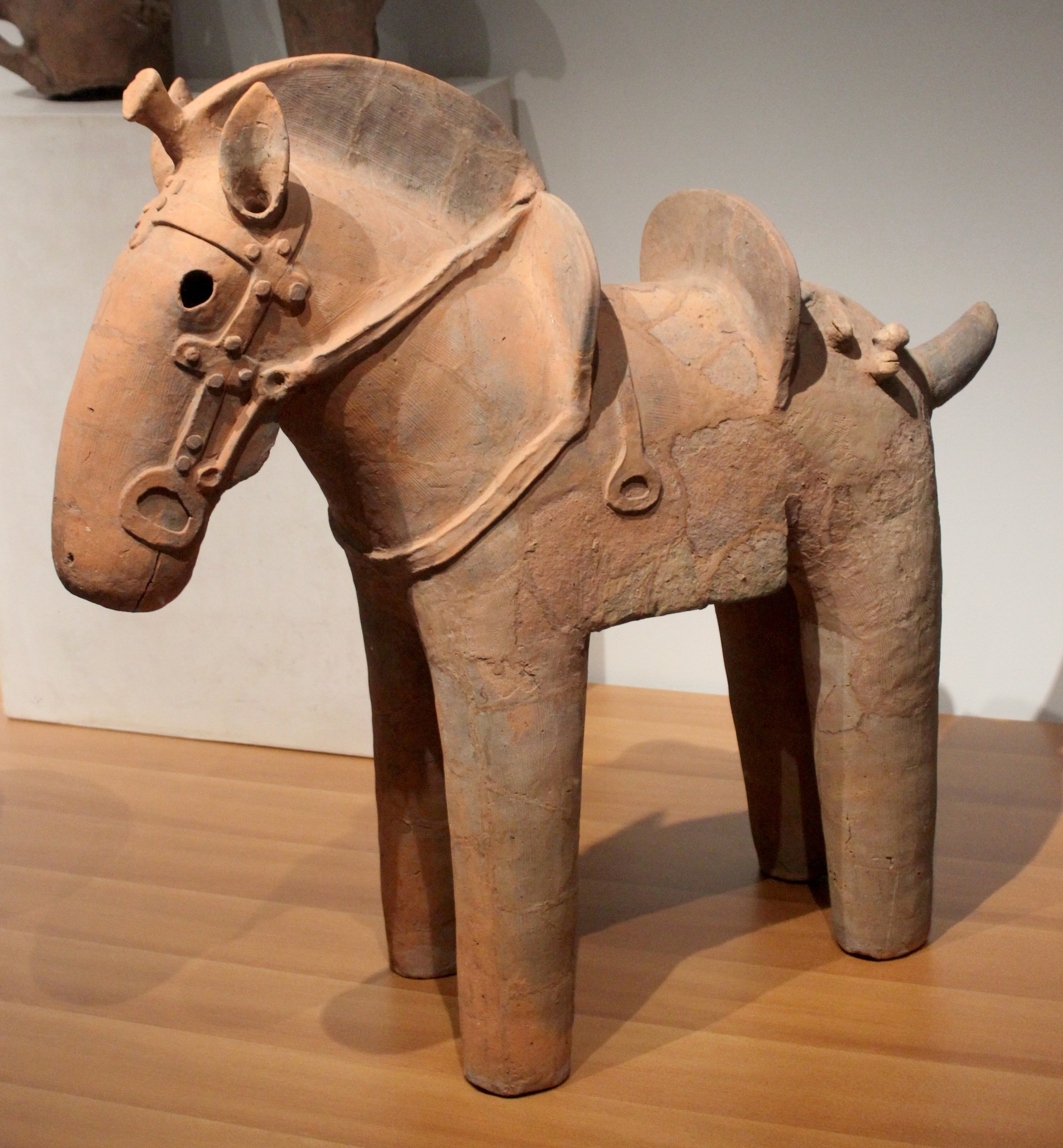
Statuetă haniwa completă, cu șa și etrieri, secolul 6.